# Ceratozetes volgini
Ceratozetes volgini är en kvalsterart som beskrevs av Shaldybina 1970. Ceratozetes volgini ingår i släktet Ceratozetes och familjen Ceratozetidae. Inga underarter finns listade i Catalogue of Life.